# 处州路
处州路，元朝的路。
元世祖改处州为处州路，治所在丽水县（今浙江省丽水市），属江浙行省管辖。辖境相当今浙江省丽水市、青田县、龙泉市、遂昌县、云和县、缙云县地区。下辖丽水县、青田县、龙泉县、遂昌县、松阳县、庆元县、缙云县等县。明太祖重新改为处州府。1912年废除处州府。